# Centralno-sjeverna regija
Centralno-sjeverna regija je jedna od 13 administrativnih regija Burkine Faso. Broj stanovnika 2006. iznosio je 1,203.073 stanovnika. Glavni grad regije je Kaya. Regija se sastoji od tri provincije: Bam, Namentenga i Sanmatenga. Provincije su dalje sastavljenje iz 28 općina. Regijom upravlja guverner Fatimata Legma.